# Доброгостов
Доброгостов (укр. Доброгостів) — село в Трускавецкой городской общине Дрогобычского района Львовской области Украины.
Население по переписи 2001 года составляло 3083 человека. Население по данным 2024 года составляло 3 тысячи человек. Занимает площадь 54,649 км². Почтовый индекс — 82176. Телефонный код — 3244.